# ائوخنیو مارتین
اِئوخِنیو مارتین (اسپانیایی: Eugenio Martín‎؛ ۱۵ مهٔ ۱۹۲۵ - ۲۳ ژانویهٔ ۲۰۲۳) کارگردان و فیلم‌نامه‌نویس اهل اسپانیا بود. او در سئوتا از بخش‌های خودمختار اسپانیا در سواحل شمالی آفریقا به دنیا آمد. وی اغلب با فیلم‌های درجه ب که ساخته است شناخته می‌شود به خصوص هنگامی که بازیگران انگلیسی مطرحی نظیر کریستوفر لی و پیتر کوشینگ را در آثار خود به کار گرفت. با این‌حال آثار مارتین هرگز موفقیت قابل ملاحظه‌ای در فروش یا در میان منتقدان به دست نیاورد. وی با آثارش در شکل‌گیری سبک وسترن اسپاگتی از جمله در همکاری با خوزه لوئیس مرینو، شرکت داشته‌است.
از جملهٔ فیلم‌های که وی نوشته و کارگردانی کرده است، پانچو ویا و مرثیه‌ای برای یک بیگانه است.